# Исланд на Светском првенству у атлетици на отвореном 2011.
Исланд је учествовао на 13. Светском првенству у атлетици на отвореном 2011. одржаном у Тегу од 27—4. септембра тринаести пут, односно учествовао је на свим првенствима до данас. Репрезентацију Исланда представљала су 2 такмичара који су се такмичили у 2 дисциплине (1 мушка и 1 женска). , 
На овом првенству Исланд није освојио ниједну медаљу, нити је постигнут неки рекорд.

## Учесници
| Мушкарци: - Кристин Торфасон — Скок удаљ | Жене: - Асдис Хјалмсдотир — Бацање копља |  |

## Резултати

### Мушкарци
| Атлетичар        | Дисциплина | Лични рекорд | Квалификације | Квалификације | Полуфинале | Полуфинале | Финале               | Финале       | Детаљи |
| Атлетичар        | Дисциплина | Лични рекорд | Резултат      | Место         | Резултат   | Место      | Резултат             | Место        | Детаљи |
| ---------------- | ---------- | ------------ | ------------- | ------------- | ---------- | ---------- | -------------------- | ------------ | ------ |
| Кристин Торфасон | Скок удаљ  | 7,77         | 7,17          | 14. у гр. Б   |            |            | Није се квалификовао | 30 / 32 (36) |        |

### Жене
| Атлетичарка       | Дисциплина   | Лични рекорд | Квалификације | Квалификације | Полуфинале | Полуфинале | Финале                | Финале  | Детаљи |
| Атлетичарка       | Дисциплина   | Лични рекорд | Резултат      | Место         | Резултат   | Место      | Резултат              | Место   | Детаљи |
| ----------------- | ------------ | ------------ | ------------- | ------------- | ---------- | ---------- | --------------------- | ------- | ------ |
| Асдис Хјалмсдотир | Бацање копља | 61,37 НР     | 59,15         | 8. у гр. А    |            |            | Није се квалификовала | 13 / 28 |        |